# Gianfranco Mariotti
Gianfranco Mariotti (La Spezia, 1º giugno 1939 – La Spezia, 10 gennaio 1992) è stato un politico italiano.

## Biografia
Durante la guerra, ancora un bambino, si trasferì con la famiglia dalla città della Spezia, distrutta dai bombardamenti, nel vicino comune di Follo. Nell'ottobre del 1943 fu vittima, con altri bambini, di un incidente. Un bimbo che aveva rinvenuto una bomba la innescò involontariamente, l'ordigno esplose causando la morte dello stesso. Oltre a Mariotti, ferito a una gamba, furono coinvolti altri due bambini, Bruno Domenichini e Pippo Malatesta.
Consigliere comunale della Spezia dal 1972, è stato successivamente assessore alle attività produttive, al turismo, alla pubblica istruzione e ai lavori pubblici e ha poi ricoperto la carica di vicesindaco del comune capoluogo. Dal 1979 al 1986 è stato segretario provinciale della federazione socialista spezzina e membro dell'assemblea nazionale del Partito Socialista Italiano dal 1984. Il 15 giugno 1987 è stato eletto senatore della Repubblica nel collegio della Spezia; morì a 52 anni nel gennaio 1992 durante la legislatura e venne sostituito in Parlamento dal radicale Massimo Teodori.
Dopo la sua morte, il comune della Spezia ha intitolato in sua memoria il Palazzetto dello sport, sede anche del Museo dello Sport.